# Pilham
Pilham est une paroisse civile et un village du Lincolnshire, en Angleterre.